# Kärntner Straße

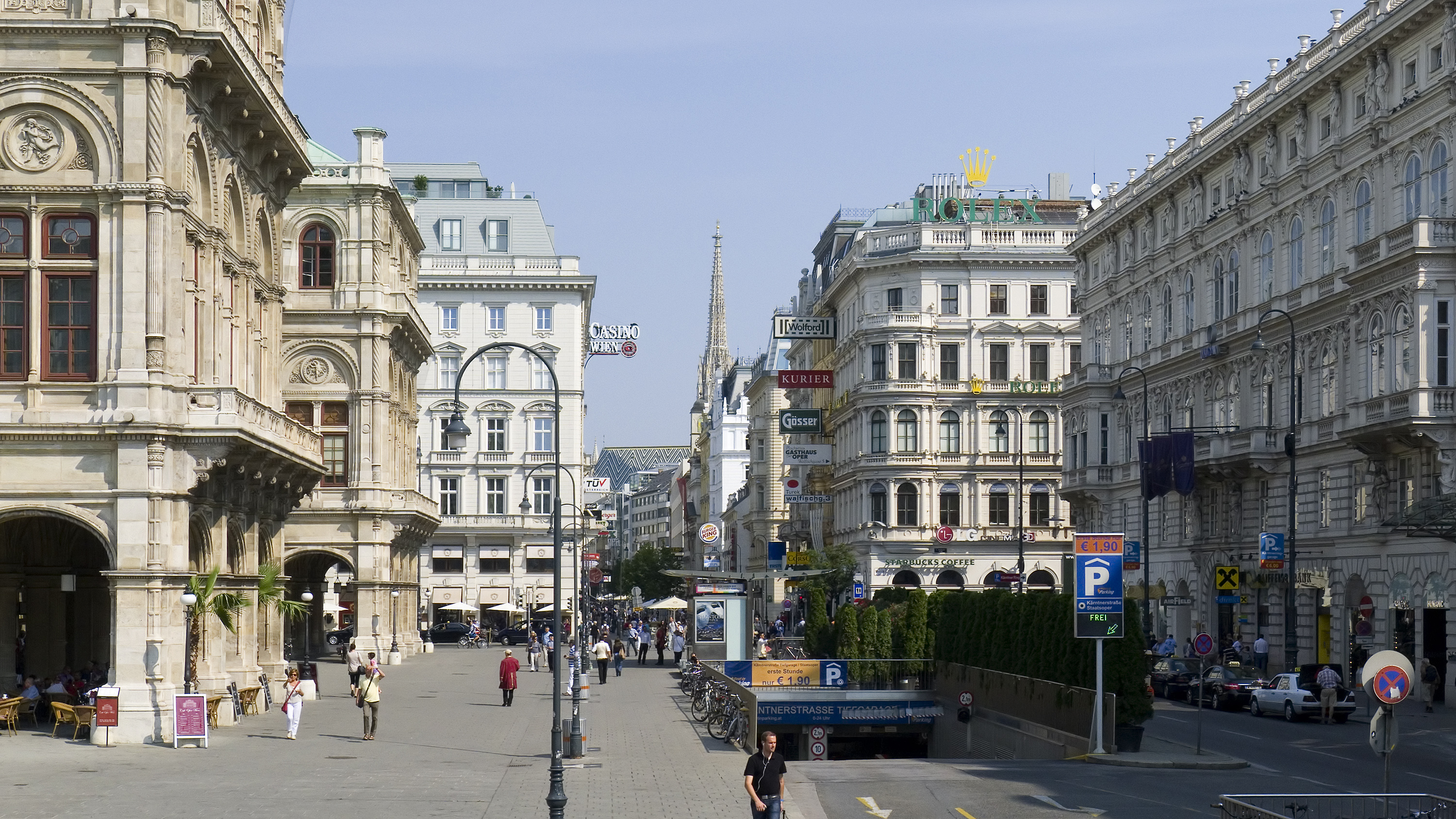
Kärntner Straße mit Oper (links) und Stephansdom

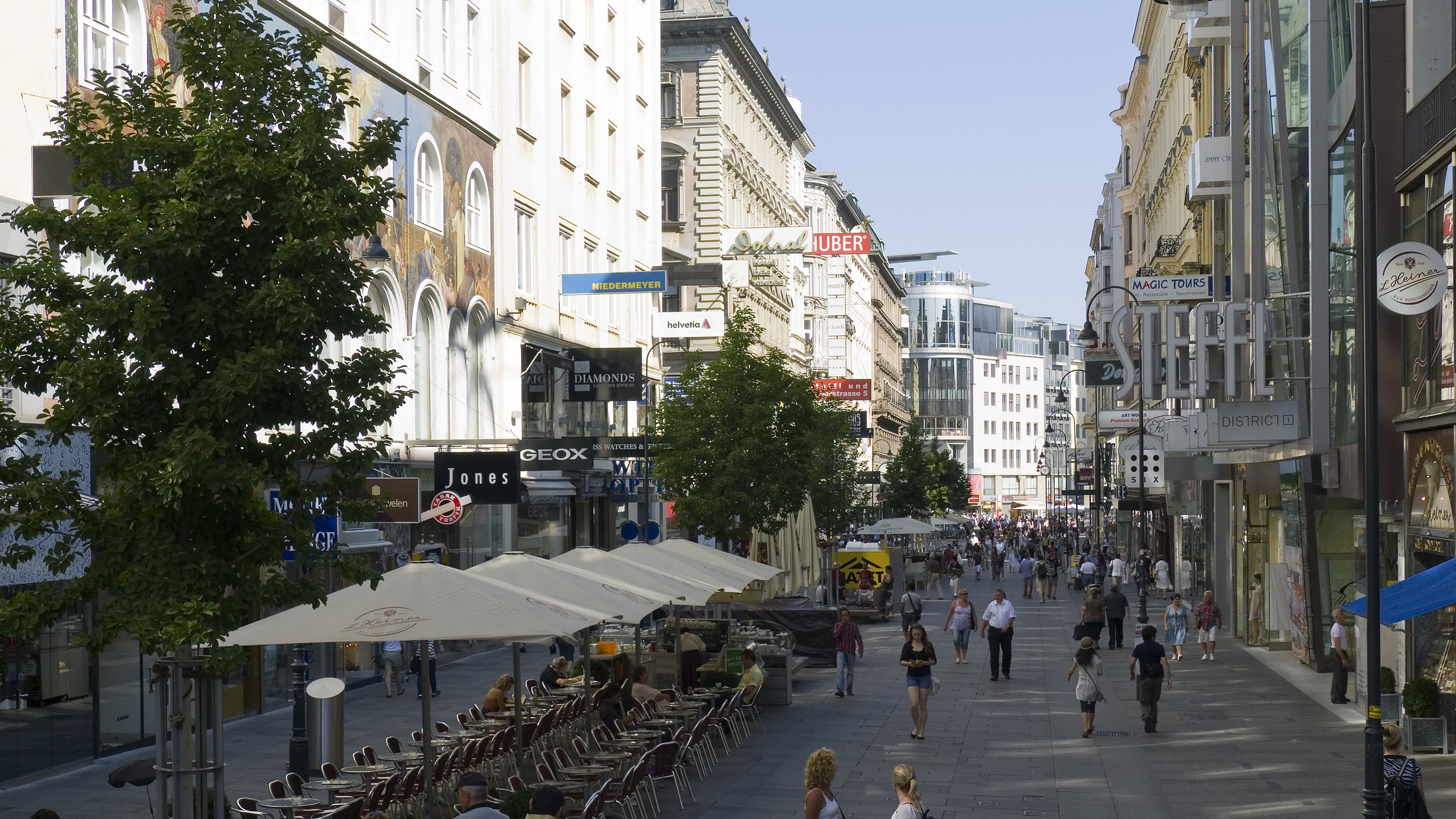
Der nördliche Teil der Kärntner Straße

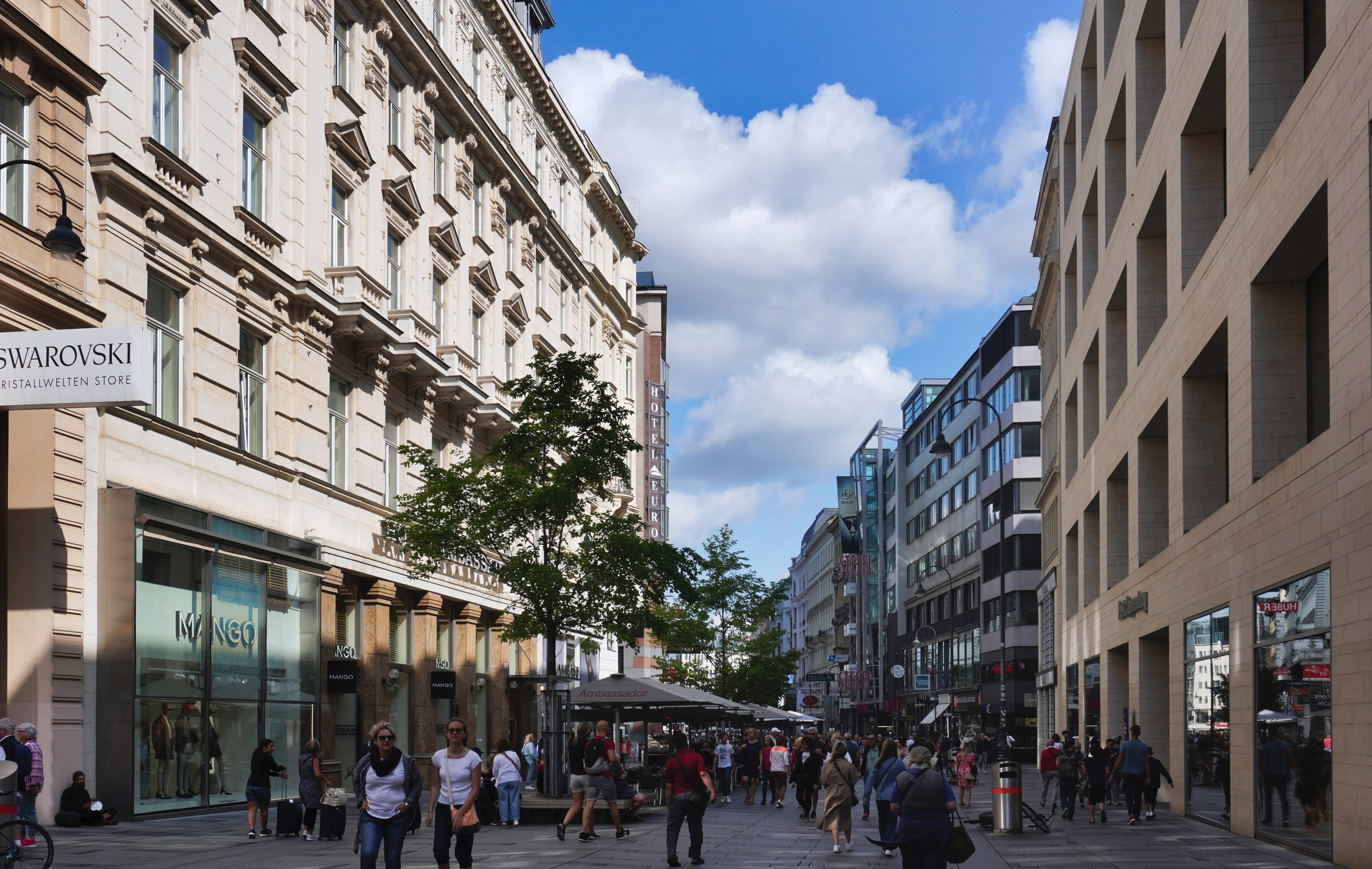
Kärntner Straße bei der Johannesgasse Richtung Norden

Die Kärntner Straße ist neben dem Graben einer der wohl bekanntesten Straßenzüge der Wiener Innenstadt.
Sie beginnt im Zentrum Wiens beim Stock-im-Eisen-Platz als Fußgängerzone und führt in südlicher Richtung bis zum Karlsplatz.

## Geschichte
Die Kärntner Straße bestand bereits zur Zeit der Römer in Wien. 1257 wurde sie als „Strata Carinthianorum“ erstmals urkundlich erwähnt und verband das Stadtzentrum mit dem Kärntner Tor der Stadtmauer (nahe der heutigen Oper), ihre Verlängerung war zur damaligen Zeit eine wichtige Verbindung zu den Hafenstädten wie Venedig und Triest. Es sind verschiedene Schreibweisen vorzufinden, 1563: „Cärnerstrass“, 1566: „Khärnerstrass“, etwa 1567: „Khärnnerstrassen“, „Kahrnerstrass“, 1587: „Kärnerstras“, 1749: „Karnerstrasse“.
In der Gründerzeit und im späteren 19. Jahrhundert wurde sie verbreitert und öfter stark umgebaut. Es entstanden repräsentative Warenhäuser wie Haas & Czizek (Nr. 5) oder das Zwiebackhaus (Nr. 11). Auch wurde der Kärntner Hof, ein 1878 errichteter repräsentativer Passagenbau des Architekten Otto Thienemann, 1909/10 wieder abgerissen und durch das Hotel Astoria ersetzt.
Im Jahre 1945 wurde die Kärntner Straße schwer in Mitleidenschaft gezogen, was in der Folge zu zahlreichen Um- und Neubauten führte. Auch aufgrund der hier traditionell hohen Wirtschaftsaktivität kommt es allerdings permanent zu Umgestaltungen.
1974 wurde die Kärntner Straße zwischen Oper und Stephansplatz durch die Architekten Wilhelm Holzbauer und Wolfgang Windbrechtinger zu einer Fußgängerzone umgestaltet (Eröffnung: 6. August 1974), die von zahlreichen Geschäften gehobenen Preisniveaus, wie beispielsweise dem 1823 gegründeten Glashaus J. & L. Lobmeyr, und mehreren Cafés gesäumt ist. Die Kärntner Straße bildet gemeinsam mit dem Graben und dem Kohlmarkt das sogenannte „Goldene U“ an traditionsreichen innerstädtischen Einkaufsstraßen, die über ein gehobenes Angebot verfügen und als Fußgängerzonen gestaltet sind. Unterhalb der Straße verläuft die U-Bahn-Linie U1. Heute wird die Straße vor allem von Touristen frequentiert. 2009 wurde die Fußgängerzone umgestaltet, was im Vorfeld zu Kontroversen – vor allem über die ursprünglich geplanten, modernen Beleuchtungskörper – führte. Ein neuer Akzent wurde 2011 mit einem Großkaufhaus, dem Weltstadthaus, hinzugefügt.

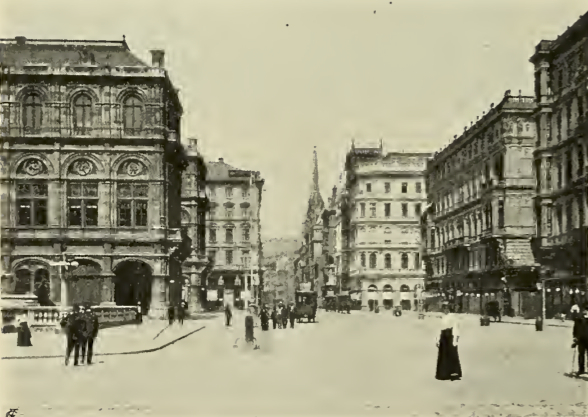
Kärntner Straße, Anfang des 20. Jahrhunderts
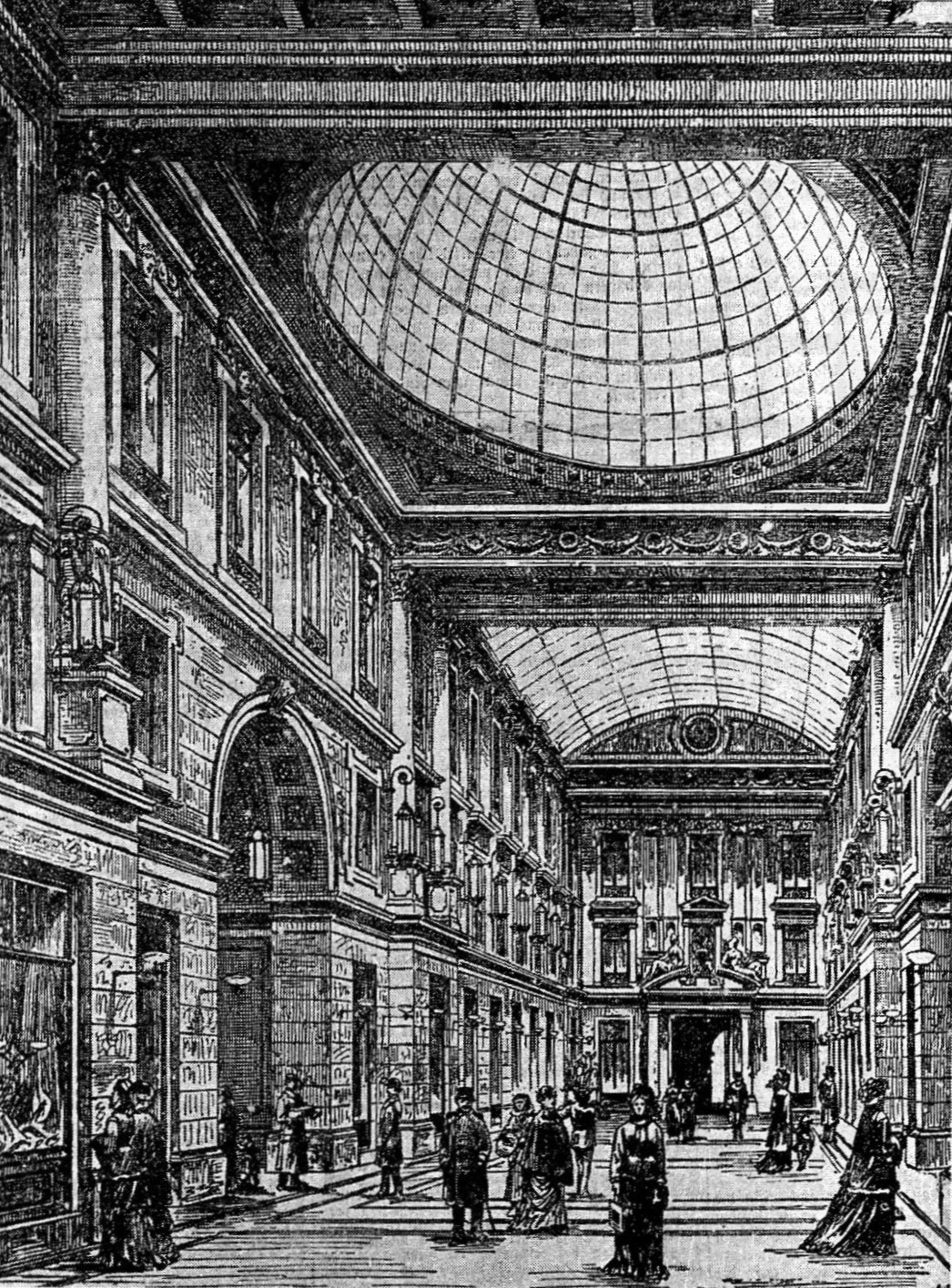
Nur zwischen 1878 und 1909 existent: Die Kärntnerhof-Passage anstelle des heutigen Hotels Astoria (Nr. 32)
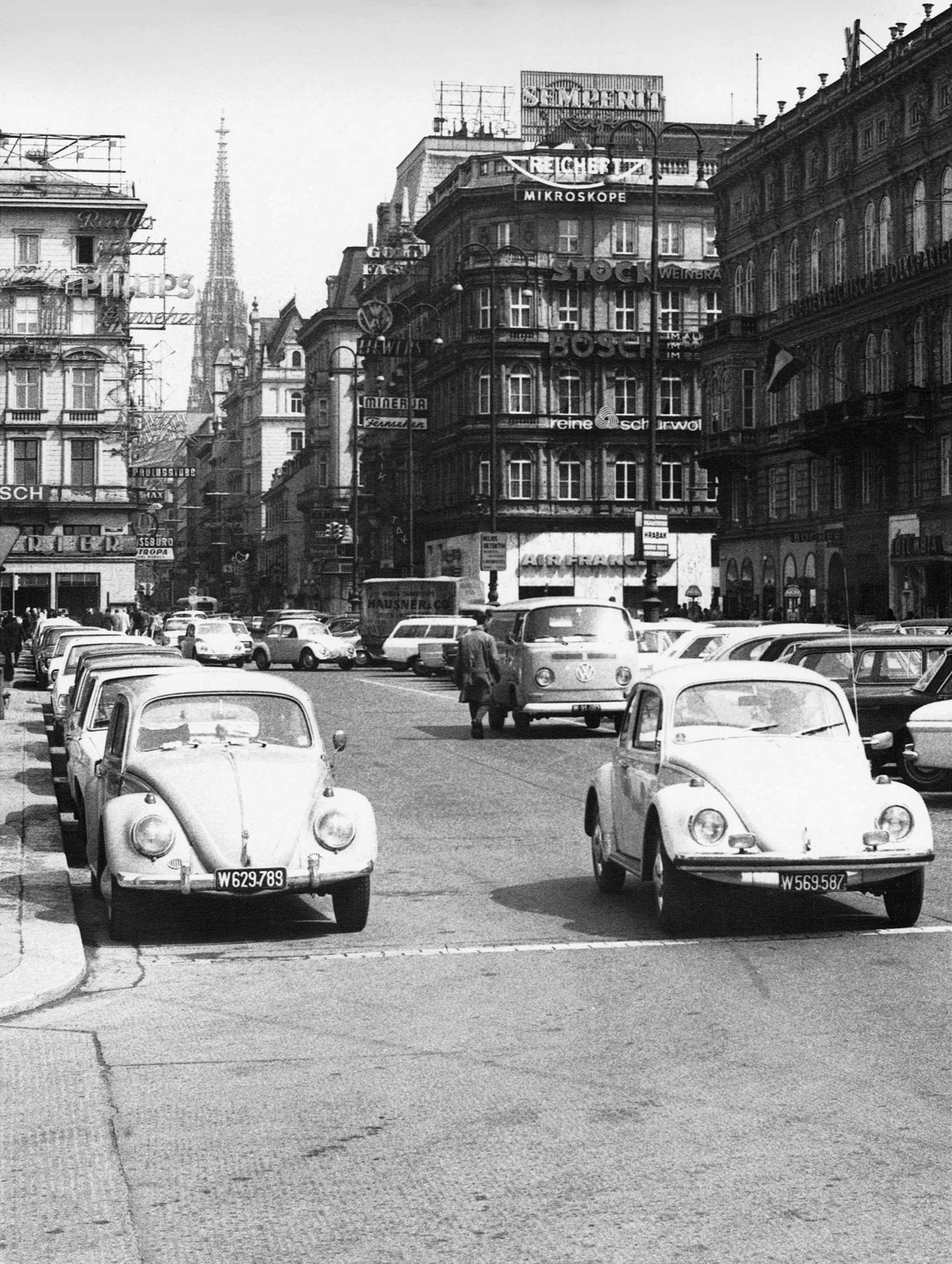
Etwa 1968, noch ohne Fußgängerzone

## Sehenswürdigkeiten

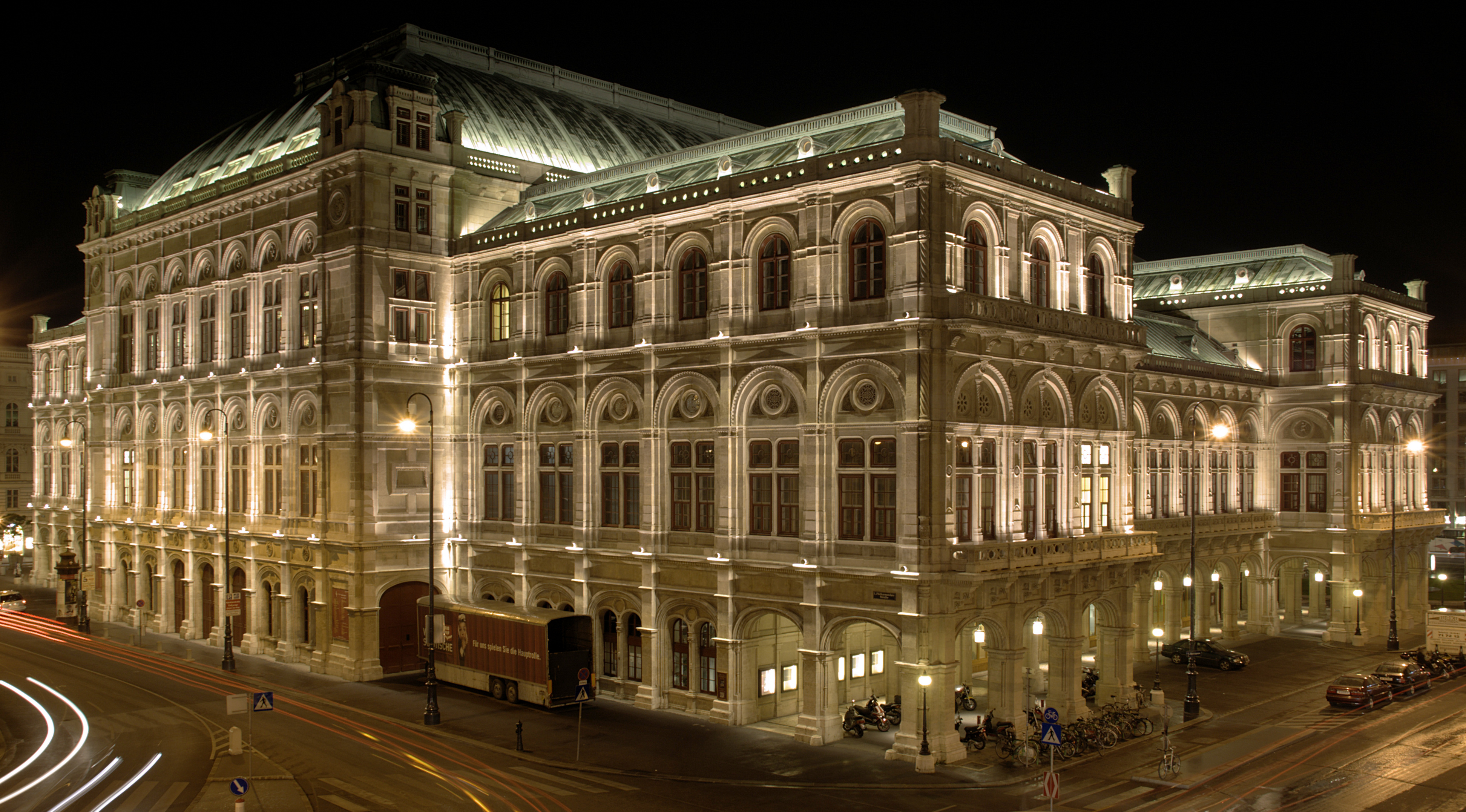
Wiener Staatsoper
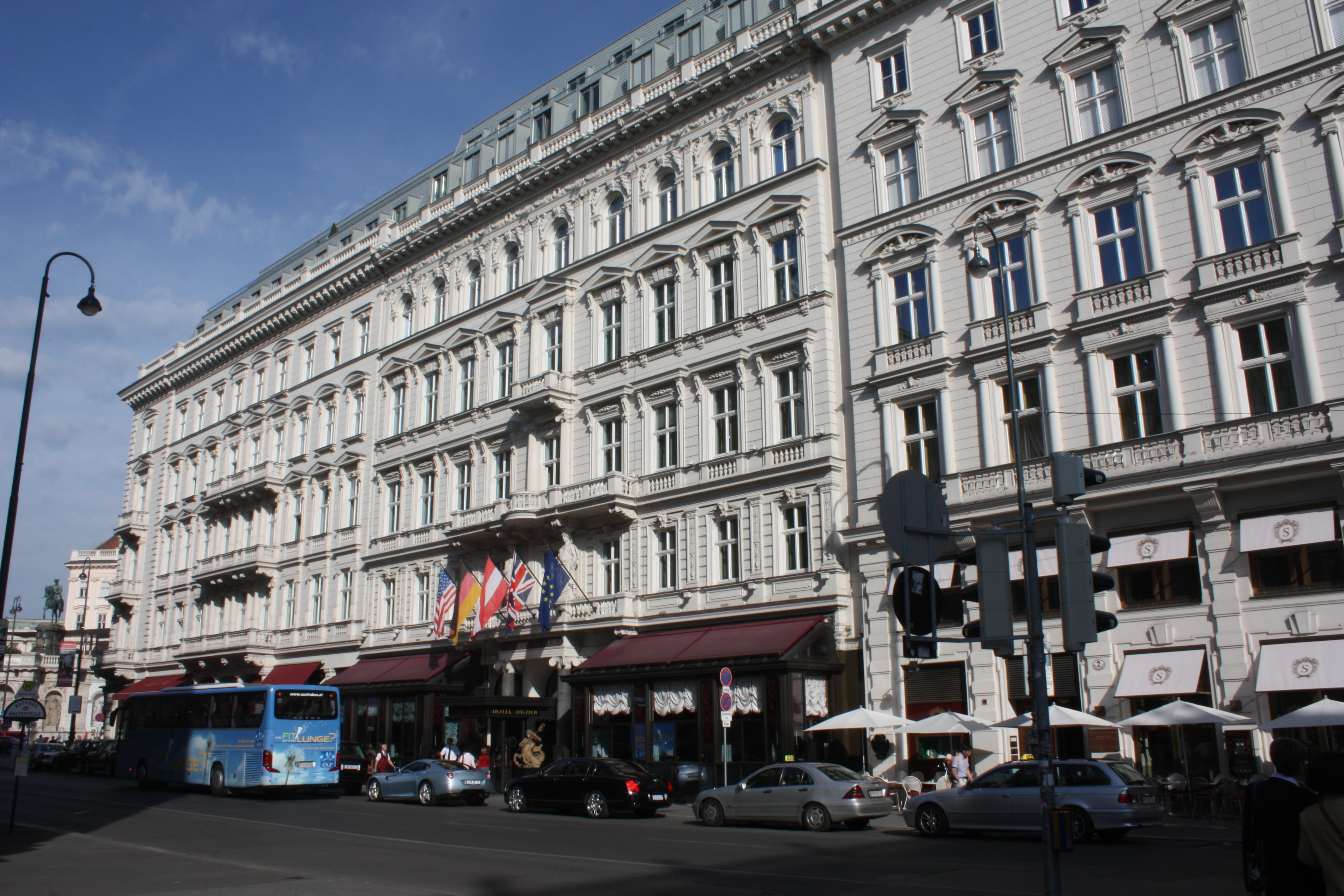
Hotel Sacher
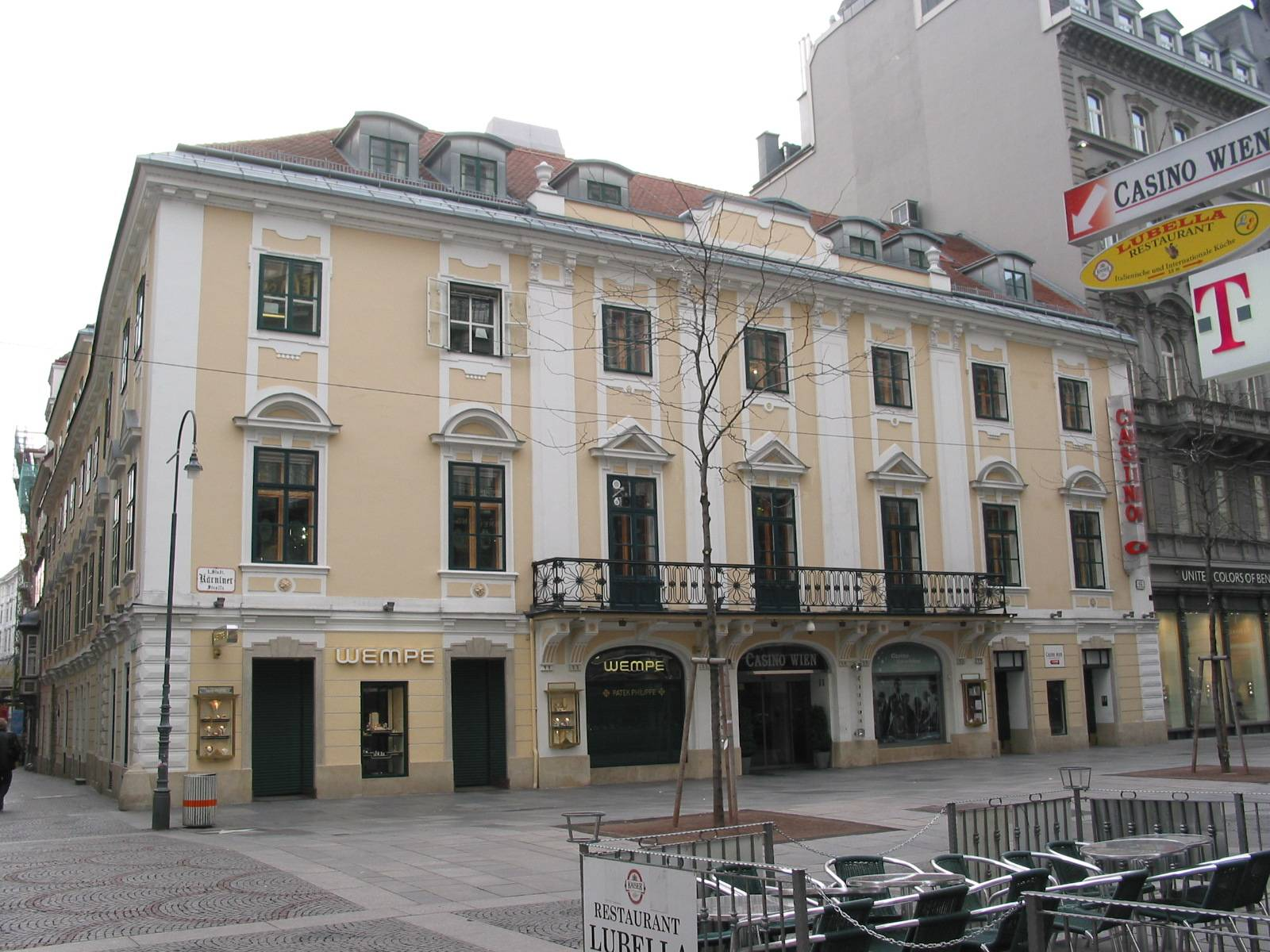
Palais Esterházy
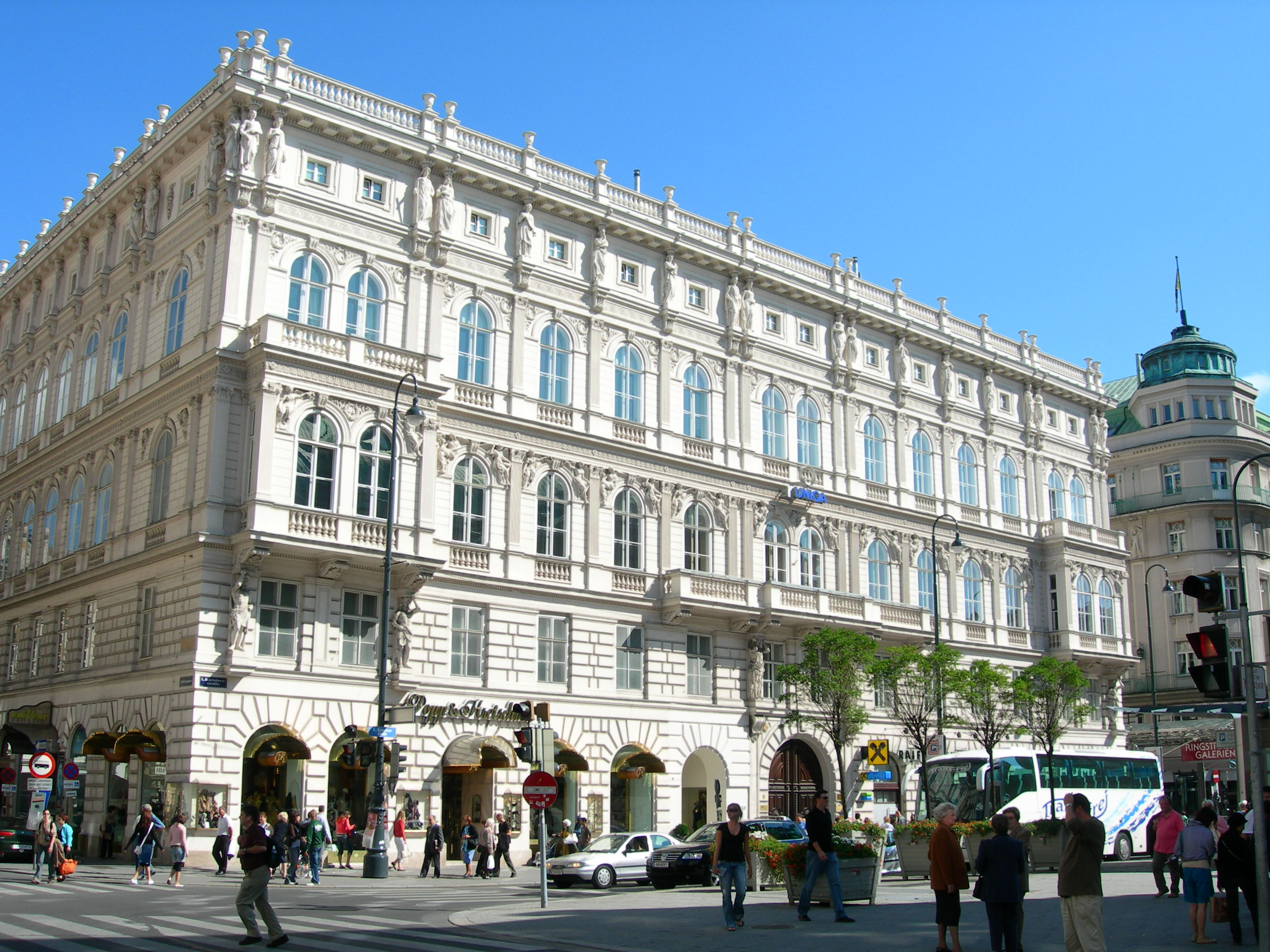
Palais Todesco
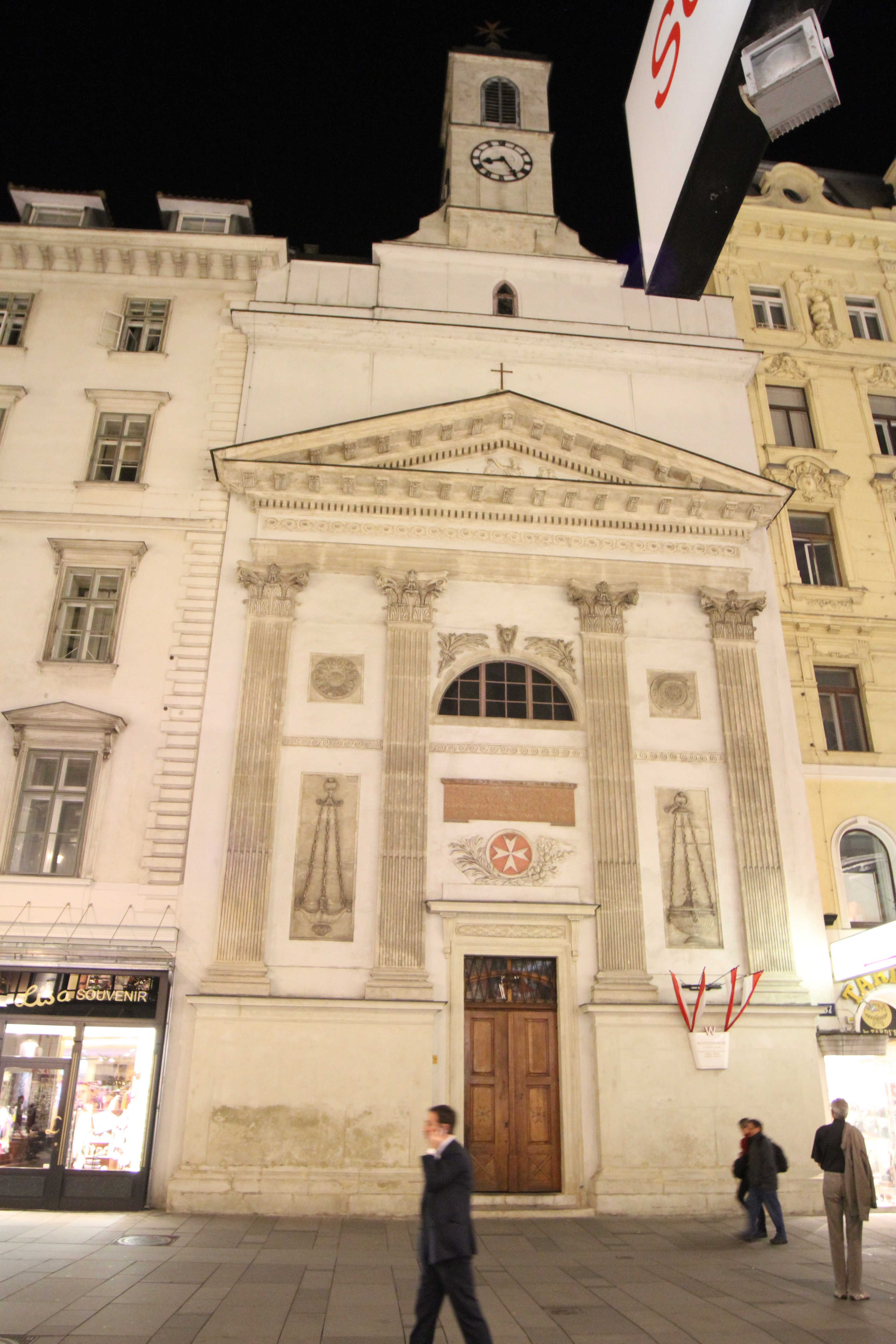
Malteserkirche
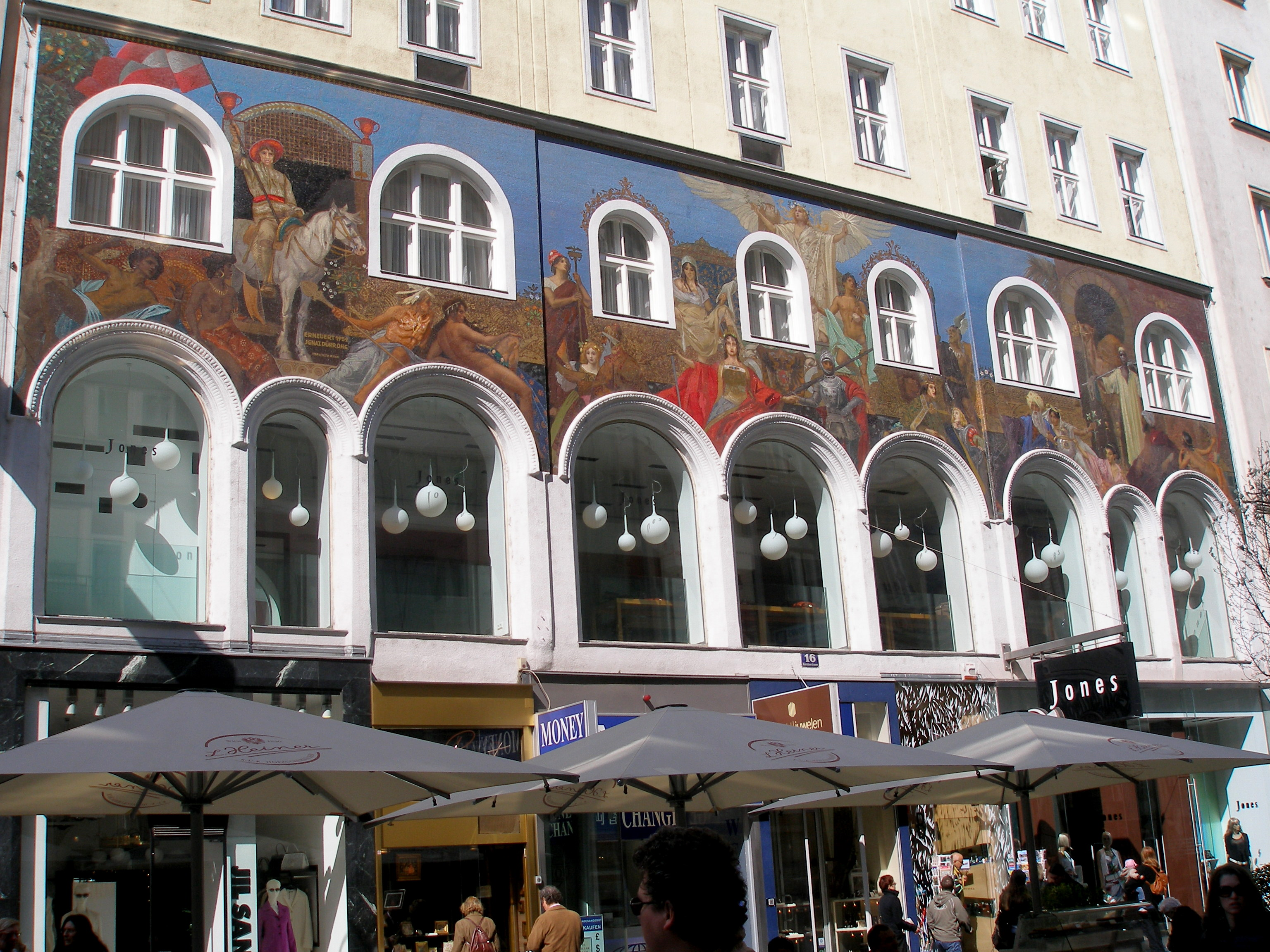
Hotel Meissl & Schadn Mosaikfassade, Nr. 16
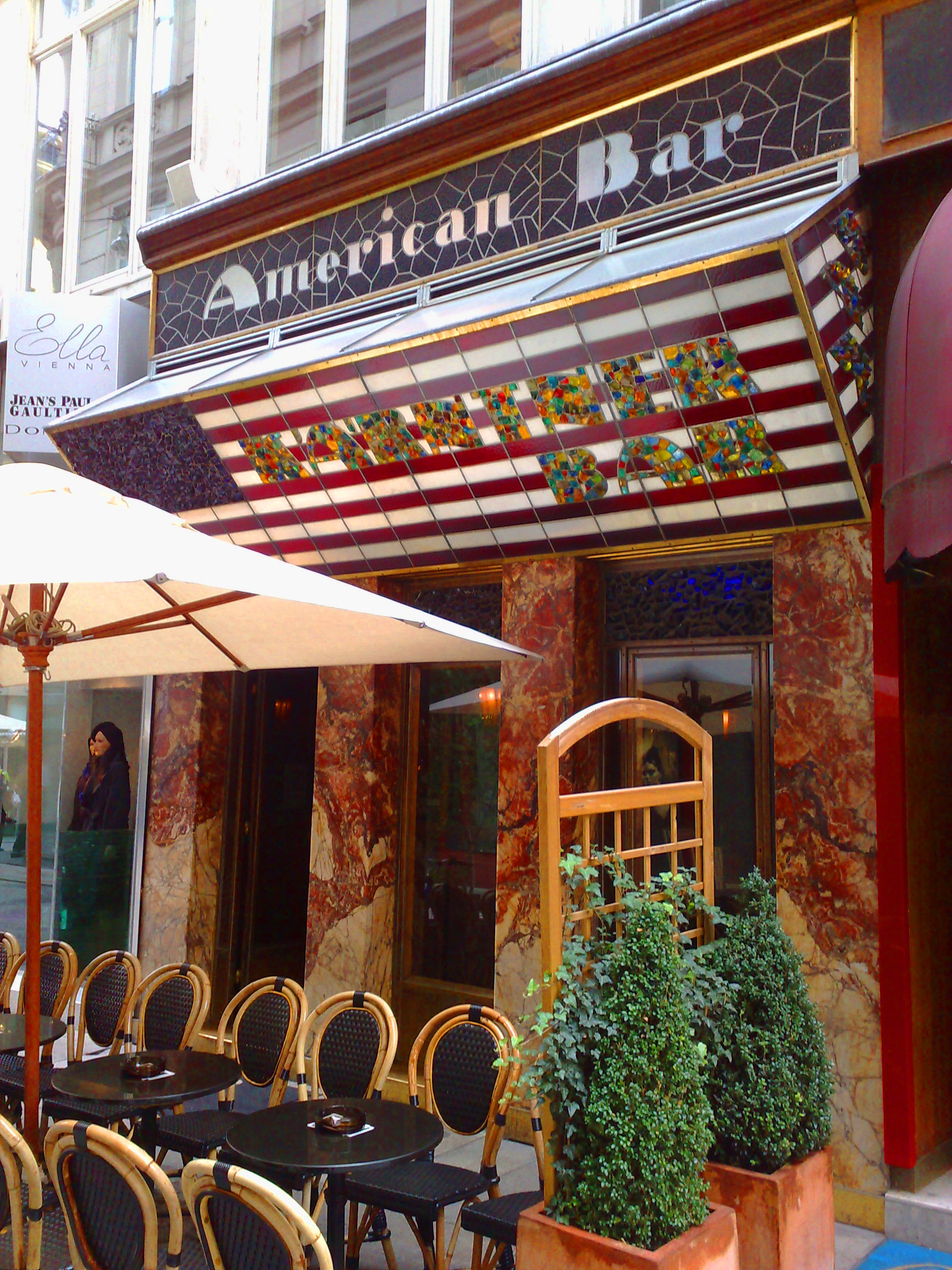
American Bar, auch als Loos-Bar bekannt

## Trivia
Die Kärntner Straße findet im Lied Fürstenfeld von S.T.S. musikalische Erwähnung.